# Extraknäck
Ett extraknäck är ett tillfälligt arbete man har utöver sitt ordinarie arbete.
Uttrycket uppkom i mitten av 1900-talet på tidningen Expressen. Tidningens medarbetare var förbjudna att arbeta åt andra tidningar. Sinsemellan började man då prata om att man skulle hem och koka knäck, när man tillfälligt skulle arbeta åt någon annan, och den som arbetade mycket kunde säga att man skulle hem och koka extra knäck. Till slut kallade man helt enkelt allt sådant arbete för extraknäck. 
Uttrycket myntades av Edward Matz, Anders Helén och Lars Widding. De behövde ett kodord när de skulle iväg och göra sina förbjudna extrajobb. De sa att de skulle hem och koka knäck.